# 庞日 (科多尔省)
庞日（法語：Panges，法語發音：[pɑ̃ʒ]）是法国科多尔省的一个市镇，属于第戎区。

## 地理
庞日（47°22'13"N, 4°47'55"E）面积6.06 平方千米，位于法国勃艮第-弗朗什-孔泰大區科多尔省，该省份为法国中东部省份，北起奥布省，西接涅夫勒省和约讷省，南至索恩-卢瓦尔省，东南接汝拉省，东临上索恩省，东北部与上马恩省接壤。
与庞日接壤的市镇（或旧市镇、城区）包括：圣马丹迪蒙、博尔姆拉罗什、特鲁欧、昂塞、上布莱西、帕克。

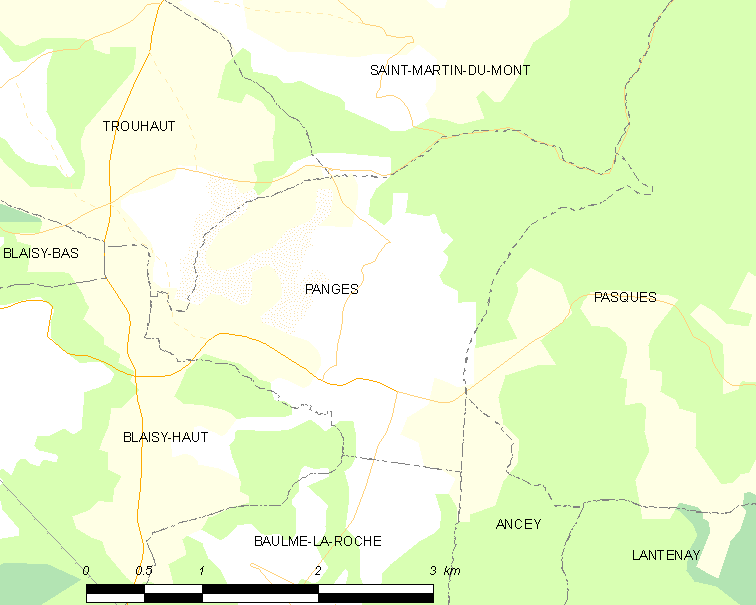
的OSM定位图

庞日的时区为UTC+01:00、UTC+02:00（夏令时）。

## 行政
庞日的邮政编码为21540，INSEE市镇编码为21477。

## 政治
庞日所属的省级选区为方丹莱第戎县。

## 人口

1962-2008年间人口变化图示

庞日于2022年1月1日时的人口数量为80人。